# Jakubowo (Olsztyn)
Jakubowo (deutsch Jakobsberg) ist eine Ortschaft im Stadtteil Wojska Polskiego der kreisfreien Stadt Olsztyn (deutsch Allenstein), der Hauptstadt der Woiwodschaft Ermland-Masuren in Polen.

## Geographische Lage
Jakubowo liegt in der südlichen Mitte des Stadtteils Wojska Polskiego im Nordosten der Stadt Olsztyn, zwei Kilometer vom Stadtzentrum entfernt. Im Gebiet von Jakubowo befindet sich der Jezioro Mummel (Mummelteich).
|  |

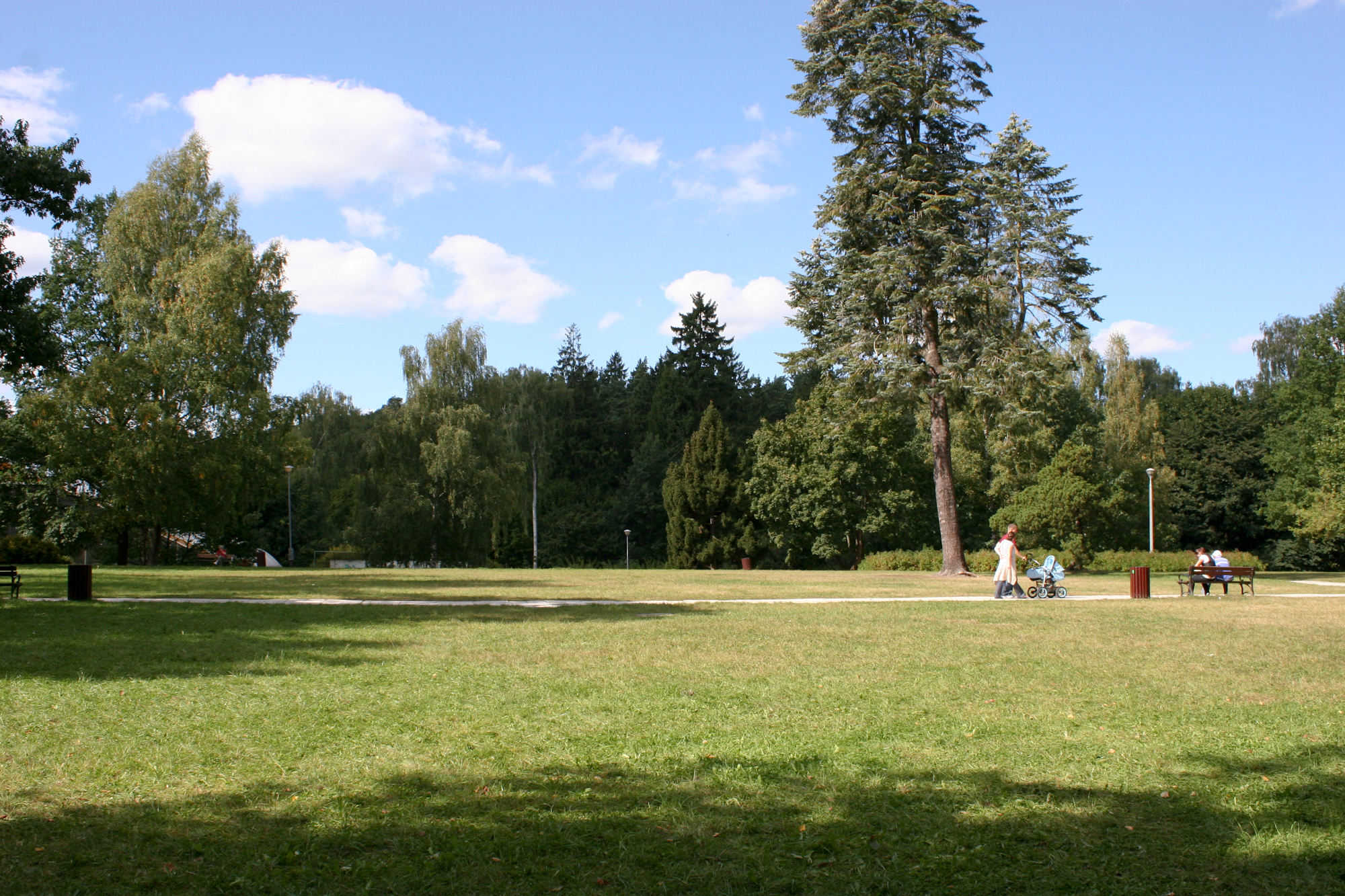
Parkanlagen in Jakubowo

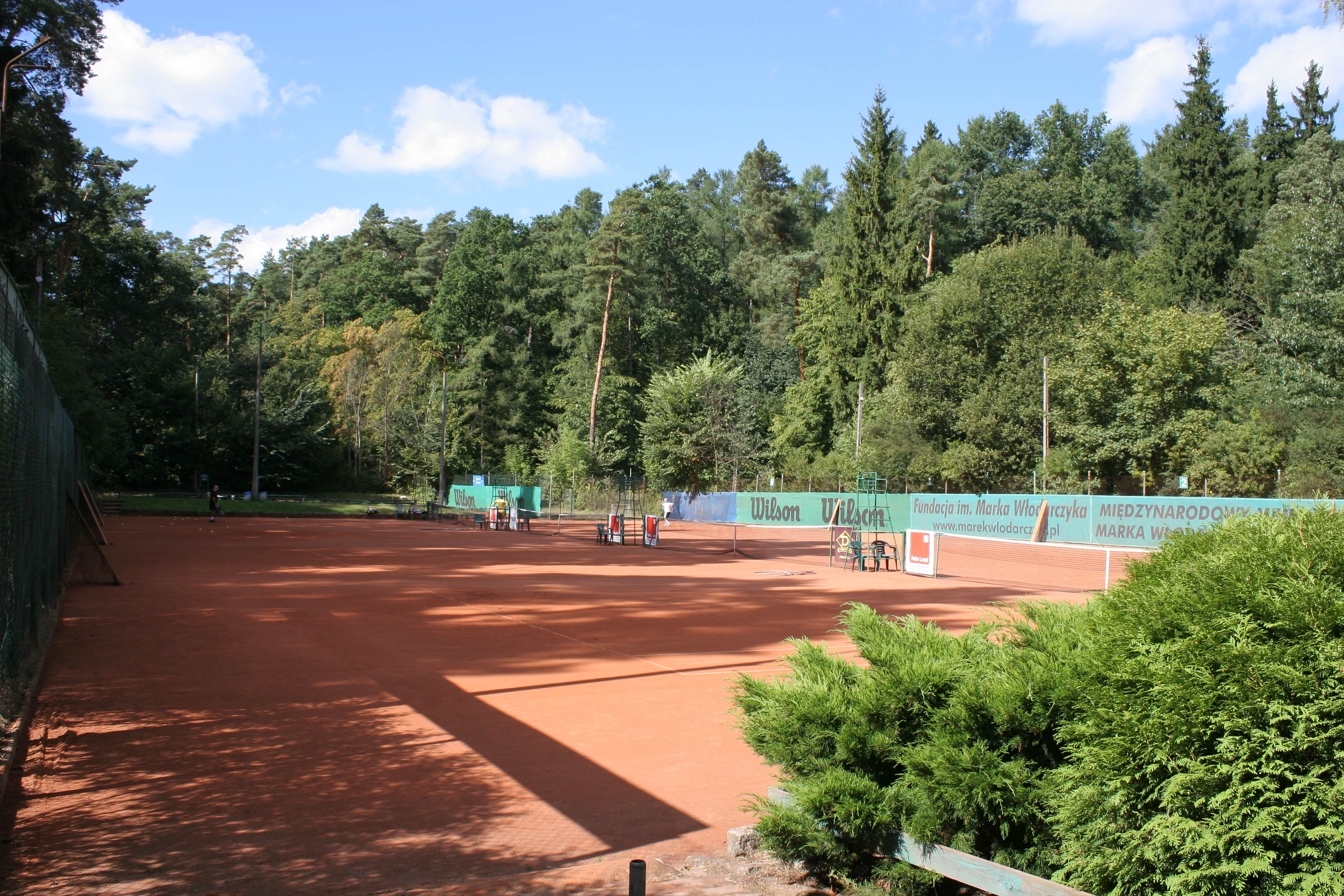
Tennisplätze

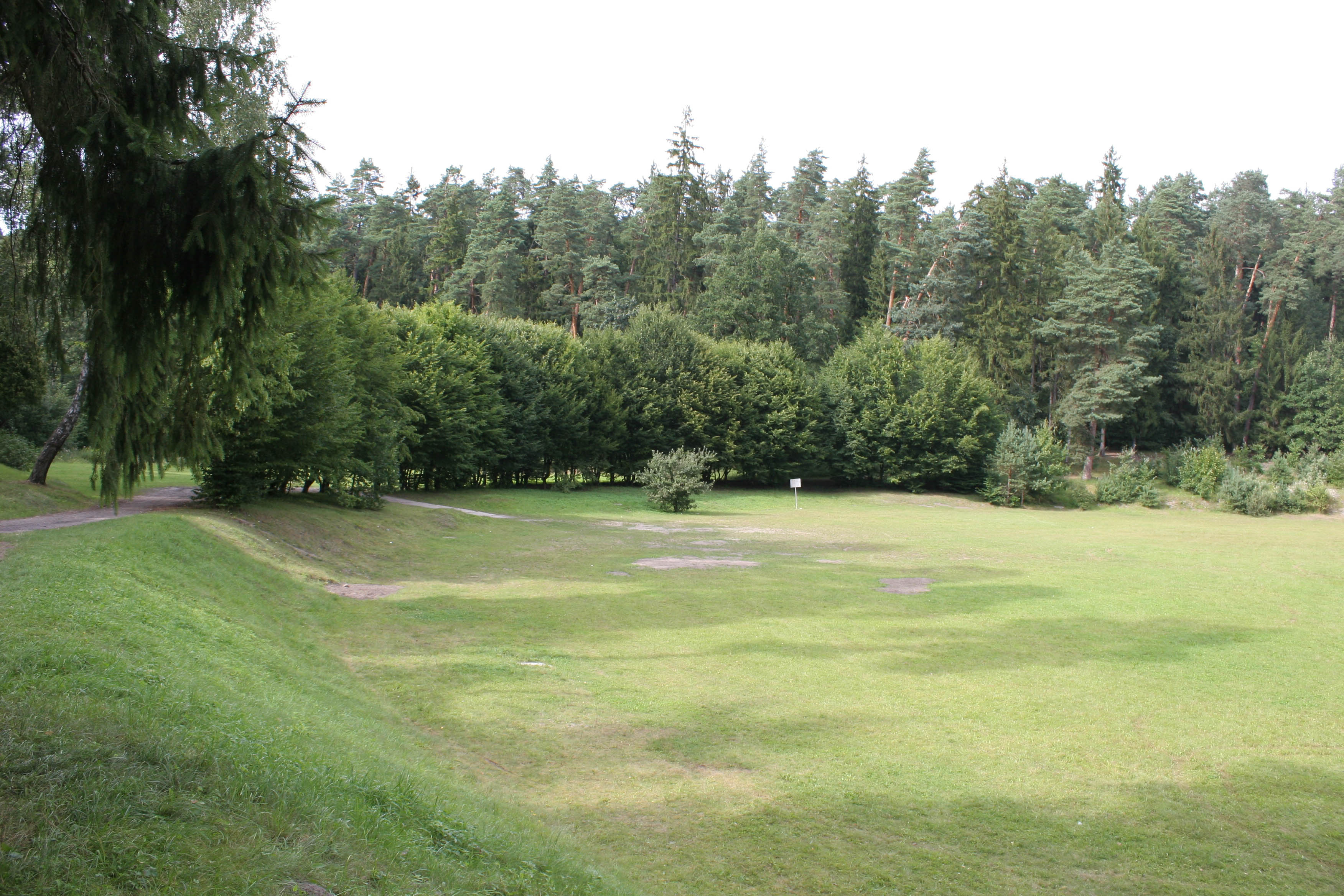
Waldstadion

Begrenzt wird Jakubowo im Norden durch den Stadtwald (Las miejski), im Westen durch den hier aleja Wojska Polskiego genannten Abschnitt der polnischen Landesstraße 51, im Süden und Westen durch den Verlauf der Łyna (Alle).

## Geschichte
Die kleine noch vor 1912 als Jacobsberg genannte kleine Siedlung mit renommiertem Gast- und Forsthaus war im 19. Jahrhundert ein Vorort der ostpreußischen Stadt Allenstein. Der Ort entwickelte sich dann zu einem Wohnplatz innerhalb der Stadt Allenstein.
Im Jahre 1862 beschloss der Stadtrat, im Gebiet von Jakobsberg ein Erholungs- und Unterhaltungszentrum zu errichten. Es entstanden 1862/63 ein Waldsportplatz, 1863/64 ein Gast- und Forsthaus, und 1867 ein Tanzsaal. In den Jahren 1884 bis 1886 legte man am Ufer der Alle eine Promenade an, und um den Ort noch mehr an die Stadt anzubinden schuf man im Jahre 1907 die Linie Nr. 2 („Guttstädter Straße–Jakobsberg“) der neuen Straßenbahn, die bis 1940 fuhr, dann aber durch Obuslinie ersetzt wurde.
Anlässlich einer Gewerbeausstellung im Jahre 1910 ließ der Jakobsberger Unternehmer und Ziegeleibesitzer Max Lion neben dem Mummelteich auf eigene Kosten einen Musikpavillon bauen und übereignete ihn der Stadt, die ihn daraufhin in das Goldene Buch eintragen ließ. Im Jahre 1920 entstand das Waldstadion.

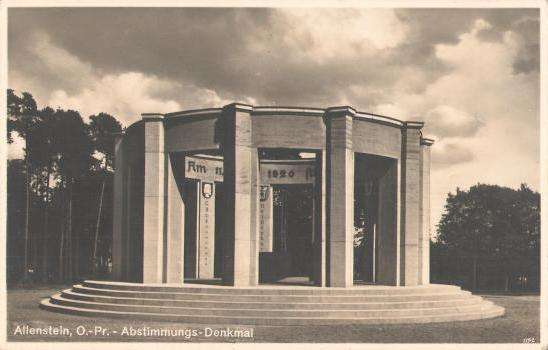
Allensteiner Abstimmungsdenkmal in Jakobsberg

Mit einer patriotischen Gedenkstätte wurde in den Parkanlagen Jakobsberg an die Volksabstimmung von 1920 gedacht, die 1928 eröffnet wurde. Sie erinnerte an die von einer überwiegenden Mehrheit für Ostpreußen abgegebenen Stimmen. Nach 1945 wurde sie abgerissen und durch ein polnisches Denkmal ersetzt.
Als 1945 in Kriegsfolge das gesamte südliche Ostpreußen an Polen fiel, erhielt Jakobsberg die polnische Namensform „Jakubowo“. Heute ist der Ort eine Ortschaft im Stadtteil Wojska Polskiego in der Woiwodschaftshauptstadt Olsztyn.
Im Jahre 1992 wurde durch die örtliche deutsche Minderheit in Olsztyn ein Kriegsgräberfriedhof am Rande des Stadtwaldes in Jakubowo angelegt. Bis 2000 ruhten hier auch 542 Soldaten des Zweiten Weltkrieges, die auf den Sammelfriedhof Bartosze (Bartossen) unweit von Ełk (Lyck) umgebettet wurden. Die Anlage wurde mit Holz- und Eisenkreuzen auf Betonfundament gestaltet und wird durch Kieswege erschlossen.

## Kirche
Sowohl evangelischerseits als auch römisch-katholischerseits war Jakobsberg bis 1945 und ist Jakubowo heute mit der Stadt Allenstein resp. Olsztyn verbunden.

## Verkehr
Verkehrstechnisch liegt Jakubowo günstig weil an die Landesstraße 51 (frühere deutsche Reichsstraße 134) angebunden. Bahntechnisch besteht über den nahegelegenen Hauptbahnhof („Olsztyn Głowny“) Anbindung an vier Bahnstrecken der Polnischen Staatsbahn (PkP).